# سد مأرب

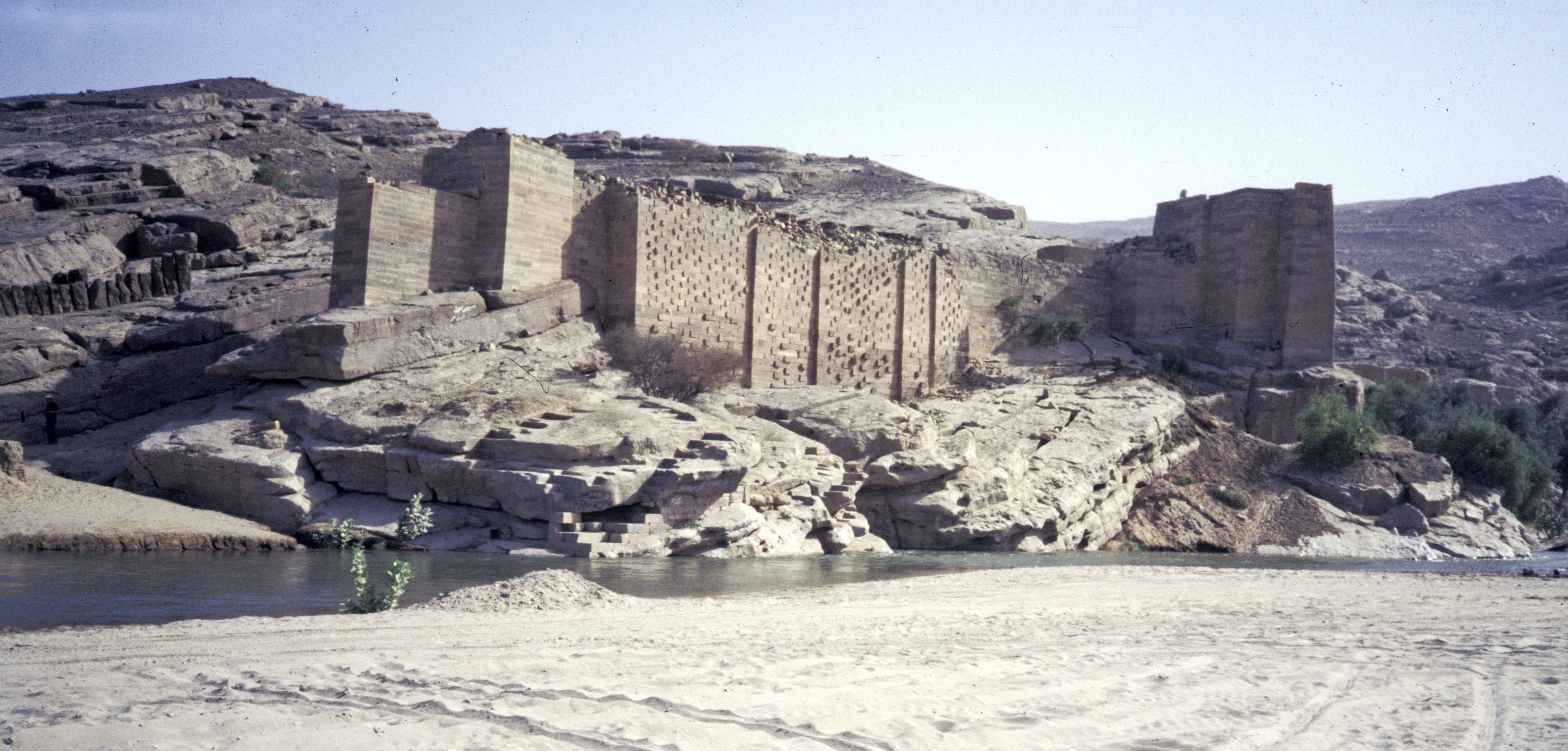
ویرانه‌های سد باستانی مَأرِب (۱۹۸۸)

سد مَأرِب نام سدی در استان مأرب در یمن است. این سد، در دهه ۱۹۸۰ میلادی در نزدیکی ویرانه‌های سد بزرگ تاریخی مَأرِب ساخته شده‌است. سد تاریخی مَأرِب در سده ۸ پیش از میلاد ساخته شده و یک اثر مهندسی شگفت‌انگیز در تاریخ باستان است.

## سد مأرب و مملکت سبا
مهم‌ترین ومعروف‌ترین دول و ممالک عربی دولت و مملکت «سبا» بود که در جنوب دولت معین و شمال دولت قتبان وشمال غربی حضرموت واقع بود، و به‌تدریج اسم و شهرت آن برسایر ممالک مجاور غلبه نمود. ↵آغاز تشکیل این دولت به گمان قوی از قرن هشتم یا آغاز قرن هفتم قبل از میلاد مسیح است. ↵از این زمان تا انقراض دولت مستقل یمن در دست حبشی‌ها در ۵۲۵ مسیحی (میلادی) تاریخ سلطنت «سبأ» به چهار دوره تقسیم می‌شود که در واقع دو دوره اول آن دولت سبأ بمعنی خاص بوده و در دو دوره بعد اگر چه اسم دولت «عنوان سبأ» داشت اما بیشتر نفوذ و حکومت در دست اقوام دیگر یمنی بود. ↵حدس قوی می‌رود که این چهار دوره با چهار واقعه توأم است یعنی انتهای اولی و آغاز دومی با انقراض کامل (یا از دست رفتن موقع مهم) دولت معین و ابتدای سومی با از میان رفتن دولت قتبان و بالا گرفتن نفوذ ریدان و حِمیرها و ابتدای چهارمی با استیلای اولی حبشه و انقراض دولت حضرموت مقارن است.
دوره اول حکومت کهنه که باسم «مکارب» یعنی (سبأ) نامیده می‌شود از ابتدای امر دولت سبأ تا حدود قرن ششم قبل از میلاد مسیح (یا اواسط قرن هشتم) فرمانروای مملکت سبأ بودند.
نام‌های چند تن از این پادشاهان سبأ از کتیبه‌ها به دست آمده که روی همرفته پنج اسم می‌شود (یعنی نام‌ها مکرر می‌شود) و با احتمال قوی ۱۴ نفر از آن‌ها یک سلسله را تشکیل می‌دهند که پشت بر پشت در مملکت سبأ حکمرانی کرده‌اند.
چند نفر از آن‌ها اسم مشابه مانند: یثعمر یا یثمر دارند.

## بنیادگذار سد مأرب
مکارب «سبأ» نسب وی به: عبد شمس بن یشجب بن یعرب بن قحطان بن هود النبی می‌رسد.
وی بنای «سد مأرب» را در مسافت کمتر از دوساعت راه از طریق مغرب شهر مأرب شروع کرد.
ولی قبلاً از اتمام سد، شاه «مکارب سبأ» فوت کرد و پسرش کار پدر را دنبال کردند و «سد مأرب» را به پایان رساندند. بعد از اتمام سد مأرب منطقه مجاور سد را «ارض سبأ» نامگذاری کردند و شهر «مأرب» پایتخت مملکت خود قرار دادند.
در سیرئه السبئیون آمده‌است که یکی از این پادشاهان که نام وی «یثعمر بن مکارب» که ظاهراً در اواخر قرن هشتم قبل از میلاد مسیح حکومتی داشته، بنای «سد مأرب» را که پدرش «مکارب سبأ» آغاز کرده بود و اندکی کار کرده بود پرداخته و به انجام رسانید و مورد استفاده وبهره‌برداری قرار گرفت.
پس از اتمام «سد مأرب» با دولت معین در جنگ شد و آن دولت را شکست داد و ۵۰۰۰۰ نفر از معین‌ها را کشت.
این حکمران نامدار ظاهراً همان یثعمر سبائی است کا سارگن پادشاه آشور در کتیبه خود در سال ۷۱۵ قبل از میلاد از باج و خراج گرفتن از او سخن می‌راند.
نوه از کریبل وتر (یا کریبائیل وتر) از مقتدرین حکمرانان سبأ بود که دولت سبأ را باللمره مغلوب نمود و با دولت قتبان و دولت اوسان نیز جنگ‌ها کرد و از این تاریخ حکمرانان لقب پادشاه برخود گرفت.
اسم کریبلو از ملوک سبأ هم که در کتیبه سناخریب پادشاه آشور از ۶۸۵ قبل از میلاد آمده‌است.
ظاهراً اشاره به همین حکمران است که بخورات و توابل و سنگهای قیمتی برای او فرستاده بود.
پایتخت مملکت سبأ در آن دوران شهر صرواح بوده که در مشرق صنعا واقع بوده و حالا خرابه‌های آن موجود است.
بعداً پایتخت سبأ به شهر مأرب که شهر عمده بود انتقال یافت.

## ویرانی سد مأرب
پایتخت سبأ در این دوره شهر مأرب بود که داستان سد آن معروف است. این شهر آباد و پر ثروت در مشرق شهر صرواح و قریب ۱۲۰ کیلومتر در مشرق صنعاء اندکی مایل به شمال واقع بوده و هم‌اکنون در همان نقطه روستایی باسم «مأرب» وجود دارد که مقر امارت مأرب است، و دارای معادن نمک است.
سد مأرب که مایه اساسی عمران شهر مأرب و حوالی آن بود تاریخ مفصلی دارد.
این سد آغاز بنای آن از دوره مکارب سبأ بوده و به واسطه جمع و تدارک آب ناحیه کوه‌ها و دره‌های مأرب را که تقریباً یک فرسخ باشد فاصله داشت معمور و آباد ساخته بود. ولی خرابی آن سد عظیم به‌تدریج باعث انحطاط آبادی و تنزل مقام مأرب گردید.
وعاقبت خرابی قطعی این سد بی‌نظیر به‌وسیله سیلی عظیم بنیان کنی شد، که مآخذ آن را همان «سیل اَلعَرِم» مذکور در قرآن کریم دانسته‌اند.
وسیل العرم یعنی (سیل قوی و طاقت ناپذیر) که به‌وسیله آن قسمت‌های زیادی از سد خراب شد. و با خراب شدن قطعی این سد عظیم که در سال ۴۵۲ میلادی رخ داد، مملکت سبأ مکانت اصلی تجارتی و آبادانی خود از دست داد.

## آثار
یمن کشوری است که از زمان‌های قدیم موقعیت خاصی داشته‌است. یمن از قدیم ناحیه‌ای آباد و خرم و با نعمت بسیار و دارای جنگل‌ها در نقاط کوهستانی و در نقاط دیگر نخلستان‌ها و باغ‌های میوه گوناگون می‌باشد. به این خاطر در آن دوران «یمن السعید» نیز نامیده می‌شده‌است.
سد مأرب در دهانه وادی (دره) ذَنهَ و درمیان دورشته کوه بلند واقع می‌باشد.
رشته اول: واقع در سمت شمال، تپه‌هایی بسیار سراشیب و بلند ارتفاع و پوشیده از گیاه و جنگل و معادن بسیار است. رشته دوم: کوه حَجَر نامیده می‌شود، کوهی بسیار بلند که سنگلاخ است، قسمت شمالی اش را جنگلها فرا گرفته‌اند.
قسمت جنوبی کوه مرتع و چمنزار است.
طول سد مأرب در حوالی ۸۰۰ ذراع (گز بلند)، و ارتفاع سد به حوالی ۳۰ ذراع می‌باشد.
اما عرض سد ۱۰ ذراع می‌باشد.
در ۹ کیلومتری خرابه‌های سد مأرب آثار برجسته کاخ بلقیس ملکه سبأ واقع می‌باشد.
بقایا آثار این کاخ بزرگ و زیبا نشان می‌دهد که «سبأ» مملکت بسیار بزرگ و عظیمی بوده‌است.
در اطراف خرابه‌ای این کاخ عظیم آثارهایی برجای مانده‌است که بسیار مشوق و دیدنی است.
از طرف غرب کاخ بلقیس مایل به سمت جنوب روی تپه‌ای آثار قلعه‌ای به چشم می‌خورد که آن را قلعه سبأ می‌نامند، چنان‌که ساکنان این منطقه به ما اطلاع دادند.
همچنین در نزدیکی‌های کاخ بلقیس ملکه سبأ و از طرف جنوب و مشرق آثارها و خرابه‌ها وزیر زمین‌ها و ستون‌های بزرگی که از سنگ تراشیده شده‌است برجای مانده‌است. همچنین از آثارهایی که در نزدیکی کاخ بلقیس مشاهده کردم آثار و خرابه‌های یک معبد بزرگ بود که در یک کیلومتری کاخ بلقیس به چشم می‌خورد.